# 589 a.C.
Il 589 a.C. (DLXXXIX a.C. in numeri romani) è un anno  del VI secolo a.C.

## Morti
- Psammetico II, sovrano egizio